# 王丕礼
王丕礼（1920年—），男，山东荣成人，中华人民共和国政治人物，曾任黑龙江省人大常委会副主任，第四、五届全国人大代表。